# Ufergraben
Der Ufergraben ist ein gut drei Kilometer langer rechter und nördlicher Zufluss des Mains in Unterfranken.

## Geographie

### Verlauf
Der Ufergraben entspringt im Haßfurter Maintal auf einer Höhe von etwa 340 m ü. NN gut einen halben Kilometer westlich des zur Gemeinde Gädheim gehörenden Ortsteiles Greßhausen. Seine intermittierende Quelle liegt in einer landwirtschaftlich genutzten Zone innerhalb der Gemarkung des zu der Gemeinde Schonungen gehörenden Ortsteiles Waldsachsen direkt westlich der Gemeindegrenze zwischen Schonungen und Gädheim.
Er fließt zunächst stark begradigt etwa 350 m westwärts durch eine landwirtschaftlich genutzte Zone, betritt dann südsüdöstlich des Bayernhofes einen kleinen Laubwald. Er wechselt nun seine Laufrichtung nach Südwesten und speist westlich eines Erdbegräbnisses einen winzigen Waldsee. Gut 200 m bachabwärts verlässt er den Wald und betritt die offene Flur. Er läuft nun in Richtung Südwesten durch die Felder der Flur Sandleite. Sein nunmehr bewaldetes Tal verengt sich merklich. Im Waldgewann Birket wird er auf seiner linken Seite von einem Waldbächlein gestärkt. Der Ufergraben passiert nun die Grenze nach Gädheim und zieht in südlicher Richtung etwa 300 m östlich von Gädheim durch einen Waldstreifen.
Er unterquert die B 26 und fließt stark begradigt westwärts etwa einen halben Kilometer nördlich am Bahndamm der Strecke Bamberg–Rottendorf entlang, knickt dann fast rechtwinklig nach Südsüdwesten ab, unterquert noch die Gleisanlagen und mündet schließlich südlich von Gädheim auf einer Höhe von 208 m ü. NN von rechts und Norden in ein Becken des Mains.